# Christian Ditlev Frederik Reventlow

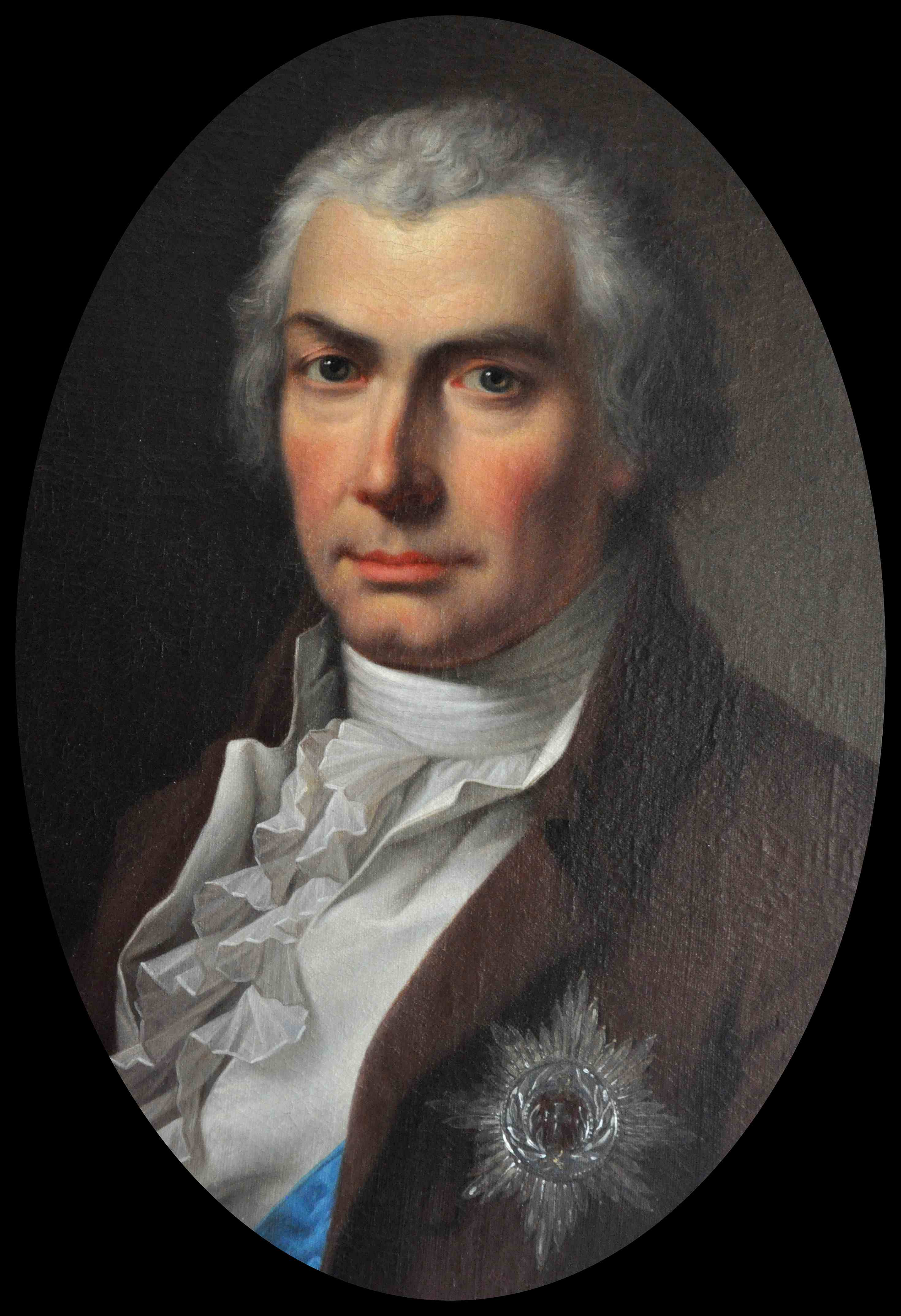
Christian Ditlev Frederik Reventlow med Dannebrogsorden.

Christian Ditlev Frederik Reventlow, född 11 mars 1748, död 11 oktober 1827, var en dansk länsgreve, godsägare, statsminister och reformator, vars insatser för det danska bondeståndets liv och levnadsförhållanden gjort honom mycket populär i hemlandet. 
Reventlow var en av huvudmännen bakom upphävandet av det danska stavnsbåndet, som innebar att danska män från bondeklassen mellan 18 och 36 år, efter önskan från godsägare och militärer 1733, var tvungna att stanna på det gods eller den herrgård där de fötts.

## Biografi
Reventlow var son till det danska riksrådet Christian Ditlev Reventlow (1710-1775) och dennes första hustru Johanne Sophie Frederikke Bothmer (1718-1754). Han härstammade från den ursprungligen dansk-tyska uradliga släkten Reventlow och var sonson till generalen Christian Ditlev Reventlow och sonsonson till storkansler Konrad Reventlow. Den viktigaste delen av sin utbildning fick han tillsammans med sin yngre bror Johan Ludvig under åren 1763-1764 på gymnasiet i Altona och på Sorø akademi. Då han var 19 år gammal reste han utomlands med sin bror, där de förblev i ett och ett halvt år på universitetet i Leipzig
Reventlow blev deputerad i ekonomi- och kommerskollegiet 1775, förste deputerad i generaltullkammaren 1782 och i räntekammaren 1784 samt medlem av finanskollegiet. På dessa platser tog han verksamt del i de viktiga reformer på ekonomi- och finanslagstiftningens område, som utmärkte kronprins Fredriks regering.  Han var 1784 ordförande i den mindre "landbokommissionen", som omgestaltade förhållandena på kronogodsen på norra Själland, och 1786 även i den större, som utarbetade förslaget till böndernas frigörelse. På hans initiativ frigjordes också handeln på Island 1786.
1788 upphävdes stavnsbåndet till slut vilket i hög grad kan tillskrivas Reventlow och hans två goda vänner Peter Bernstorff och Christian Colbjørnsen. Från 1789 var Reventlow en ledande medlem av den skolkommission som förberedde den danska skollagen från 1814, och medverkade aktivt för att upprätta lärarseminarier. 5 juli 1797 blev han utnämnd till statsminister.
Som länsgreve på Kristianssæde sedan 1775 förbättrade han godsens drift och böndernas villkor genom att införa arvefæste och avskaffa hoveriet. Han verkade även för skogsbrukets utveckling. Reventlows kritiska hållning till Frederik VI:s utrikes- och ekonomipolitik som senare kom att leda till krig mot England vilket efterföljdes av statlig bankrutt, ledde till ökad oenighet mellan honom och kungen. 1813 lämnade han statstjänsten som protest mot förordningen om statsbankrutten men blev formellt medlem av det så kallade konselliet i vars sammanträden han dock icke deltog.
Senare drog sig Reventlow tillbaka till sina gods där han lät uppföra herrgården den lolländska herrgården Pederstrups huvudbyggnad. Då den gamle politikern dog blev han hedrad för att ha kämpat för folkets frihet och för att ha satt igång landboreformerna, och fem hundra tacksamma bönder följde med i hans liktåg från Pederstrup till kyrkogården vid Horslunde. Han gifte sig 1774 med Frederikke Charlotte von Beulwitz (1747-
1822). Deras nästyngste son Einar flyttade 1845 till Skåne och blev naturaliserad svensk adelsman 1860. 
1888 restes i Frederiksborgs park ett minnesmärke över honom.